# François-Joachim de Pierre de Bernis
François-Joachim de Pierre ou cardeal de Bernin (Saint-Marcel-d'Ardèche, 22 de maio de 1715 — Roma, 3 de novembro de 1794) foi um cardeal e diplomata francês. Foi o sexto membro eleito para ocupar a cadeira 3 da Académie française em 1744. Bernis foi uma das figuras mais proeminentes na autobiografia de Giacomo Casanova Histoire de ma vie (História da minha vida) a partir do capítulo "Assuntos do convento".

## Biografia
Nascido em Saint-Marcel d'Ardèche, Bernis era de família nobre, mas pobre e, sendo filho mais novo, era destinado à igreja. Seu pai, Joachim de Pierre, seigneur de Bernis, era capitão da cavalaria e em 1697 era casado com Marie Elisabeth, filha de Nicolas de Chastel de Condres. O irmão mais velho do cardeal era Philippe Charles François (1714-1774), barão de Pierrebourg, marquês de Pierre de Bernis, seigneur de Saint-Marcel. Francisco foi educado no Louis-le-Grand college e no seminário de Saint-Sulpice, Paris, mas não recebeu ordens sagradas até 1755.
Bernis tornou-se conhecido como um dos epigramatistas mais experientes da sociedade gay de Luís XV da corte da França, e por seus versos conquistou a amizade de Madame de Pompadour, a amante real, que conseguiu para ele um apartamento mobiliado às suas custas, nas Tulherias, e uma pensão anual de 1 500 libras. Voltaire admirava seus versos, chamando-o de Babet la bouquetière. Em 1744, foi eleito para a cadeira 3 da Académie française.
Em 1752, Bernis foi nomeado para a embaixada francesa em Veneza, onde atuou, para satisfação de ambas as partes, como mediador entre a república e o Papa Bento XIV. Durante sua estada em Veneza, ele recebeu ordens de subdiácono e, em seu retorno à França em 1755, foi nomeado conselheiro de estado papal.
Bernis teve um papel importante nas delicadas negociações entre a França e a Áustria que precederam a Guerra dos Sete Anos. Ele considerava a aliança puramente como um expediente temporário e não se propunha a empregar todas as forças da França em uma guerra geral. Mas ele foi rejeitado por seus colegas. Bernis se tornou secretário de Relações Exteriores em 27 de junho de 1757, mas devido às suas tentativas de neutralizar a política perdulário da marquesa de Pompadour e seus seguidores, ele caiu em desgraça e foi em dezembro de 1758 banido para Soissons por Luís XV, onde ele permaneceu aposentado por seis anos. Em novembro anterior, ele havia sido nomeado cardeal pelo Papa Clemente XIII.
Com a morte da amante real em 1764, Bernis foi chamado de volta e mais uma vez ofereceu os selos do cargo, mas recusou-os e foi nomeado arcebispo de Albi. Sua ocupação da sé não foi de longa duração. Em 1769 foi a Roma para assistir ao conclave que resultou na eleição do Papa Clemente XIV, e o talento que exibiu na ocasião lhe garantiu a nomeação de embaixador em Roma, onde passou o resto de sua vida. Ele foi parcialmente instrumental em trazer a repressão dos jesuítas, e agiu com maior moderação do que geralmente é permitido. Ele ajudou o vacilante papa a garantir os atrasos que ele havia pedido. Mas a pressão exercida pelos Bourbons da Espanha, Nápoles e França, e a atitude passiva e consentimento tácito da Áustria levaram as negociações a um término abrupto. Durante a Revolução Francesa, ele celebrou, na igreja nacional de San Luigi dei Francesi em Roma, um funeral solene para Luís XVI da França, que havia sido executado na guilhotina em 1793. Ele renunciou à administração de sua arquidiocese em vez de fazer o juramento constitucional.
Bernis perdeu sua influência sob Pio VI, que era amigo dos jesuítas, aos quais era hostil. Embora reduzido quase à penúria; a corte da Espanha, porém, ciente do apoio que ele dera ao seu embaixador para obter a condenação dos jesuítas, veio ao seu alívio com uma bela pensão. Dedicou-se aos exilados franceses, colocando seu palácio à disposição das princesas da França que buscaram refúgio em Roma, para a qual, após sua morte, o Papa Pio VI lhe deu o epíteto de "Protetor da Igreja da França".
Bernis morreu em Roma em 3 de novembro de 1794 e foi sepultado na igreja de S. Luigi de Francesi. Em 1803, seus restos mortais foram transferidos para a catedral de Nîmes. Seus poemas, o mais longo dos quais é La Religion vengée (Parma, 1794), foram reunidos e publicados após sua morte (Paris, 1797, etc.); suas Mémoires et lettres 1715-58 (8 vols. Paris. 1878) ainda são interessantes para o historiador.

## Publicações
- Réflexions sur les passions et sur les goûts (1741)
- Poésies diverses, par M. L. D. B. (1744)
- Œuvres meslées en prose et en vers de M. L. D. B*** (1753)
- Les Quatre saisons, ou les Géorgiques françoises, poëme (1763)
- Les Saisons et les jours, poèmes (1764)
- Œuvres complettes de M. le C. de B*** (1767)
- Correspondance du cardinal de Bernis, ministre d'État, avec M. Paris-du-Verney, conseiller d'État, depuis 1752 jusqu'en 1769, Londres / Paris, Cuchet libraire, 1790, 2 volumes. Vol. 1 numérisé. Vol. 2 numérisé.
- La Religion vengée, poème en 10 chants (1795)
- Correspondance de Voltaire et du cardinal de Bernis, depuis 1761 jusqu'à 1777 (1799), publiée par Jean-François de Bourgoing.
- Mémoires et lettres de François-Joachim de Pierre, cardinal de Bernis (1715-1758), d'après les manuscrits inédits par Frédéric Masson, Paris, Plon & Cie, 1878, 2 volumes. TVol. 1 online; Vol. 2 online.
- Mémoires du cardinal de Bernis, préface de Jean-Marie Rouart, notes de Philippe Bonnet, Paris, Mercure de France, 1986, (Collection : "Le temps retrouvé"), ISSN 0497-1957

## Arquivos
Os importantes arquivos pessoais do Cardeal de Bernis são agora mantidos por vários membros da família Bernis. Eles foram estudados como parte do tricentenário do nascimento do cardeal, em 2015, por um grupo de 24 pesquisadores liderados por Gilles Montègre. Este estudo levou à publicação do livro Le cardinal de Bernis. Le pouvoir de l'amitié (ed. G. Montègre, Tallandier, 2019). Um remanescente dos arquivos privados do Cardeal de Bernis também é mantido no Arquivo Nacional sob a referência 164AP.